# Karmeliterkloster Heilbronn

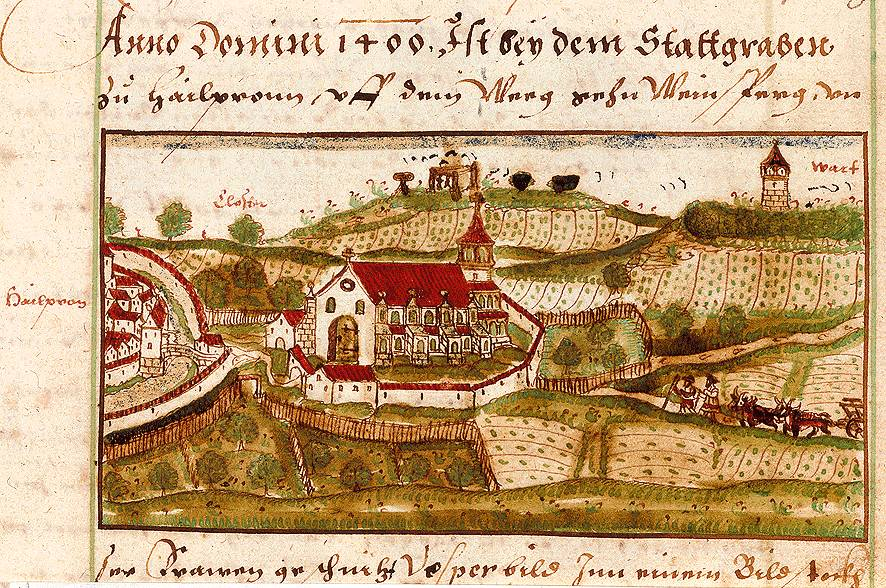
Das Heilbronner Karmeliterkloster in einer Darstellung um 1600

Das Karmeliterkloster  von Heilbronn war ein im 15. Jahrhundert errichtetes Kloster des Karmelitenordens. Das Kloster befand sich außerhalb der damaligen Stadtmauern an der Stelle des heutigen Alten Friedhofs. Der Konvent betreute auch die seit 1442 stattfindende Wallfahrt zu einem marianischen Gnadenbild. Das Kloster wurde 1632 im Dreißigjährigen Krieg zerstört, danach bestand in Heilbronn bis 1802 lediglich noch Konvent der Karmeliten in einem Stadthaus. An den einst zum Kloster gehörigen, aber schon 1524 trockengelegten Mönchsee erinnern heute in Heilbronn noch die Namen einer Straße sowie des dort befindlichen Mönchsee-Gymnasiums.

## Geschichte

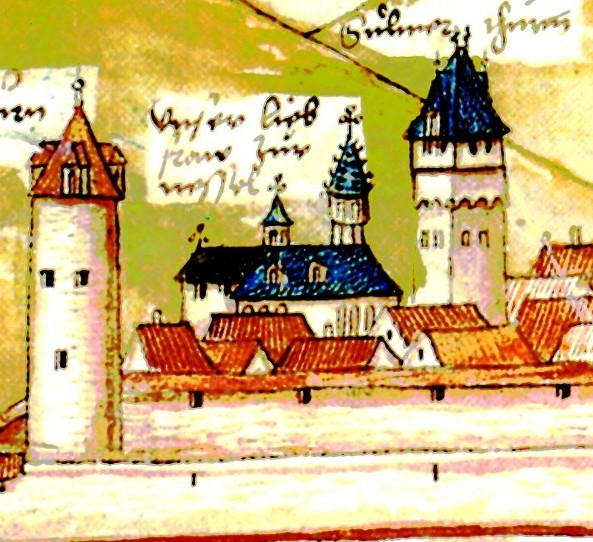
Karmeliterkloster 1557

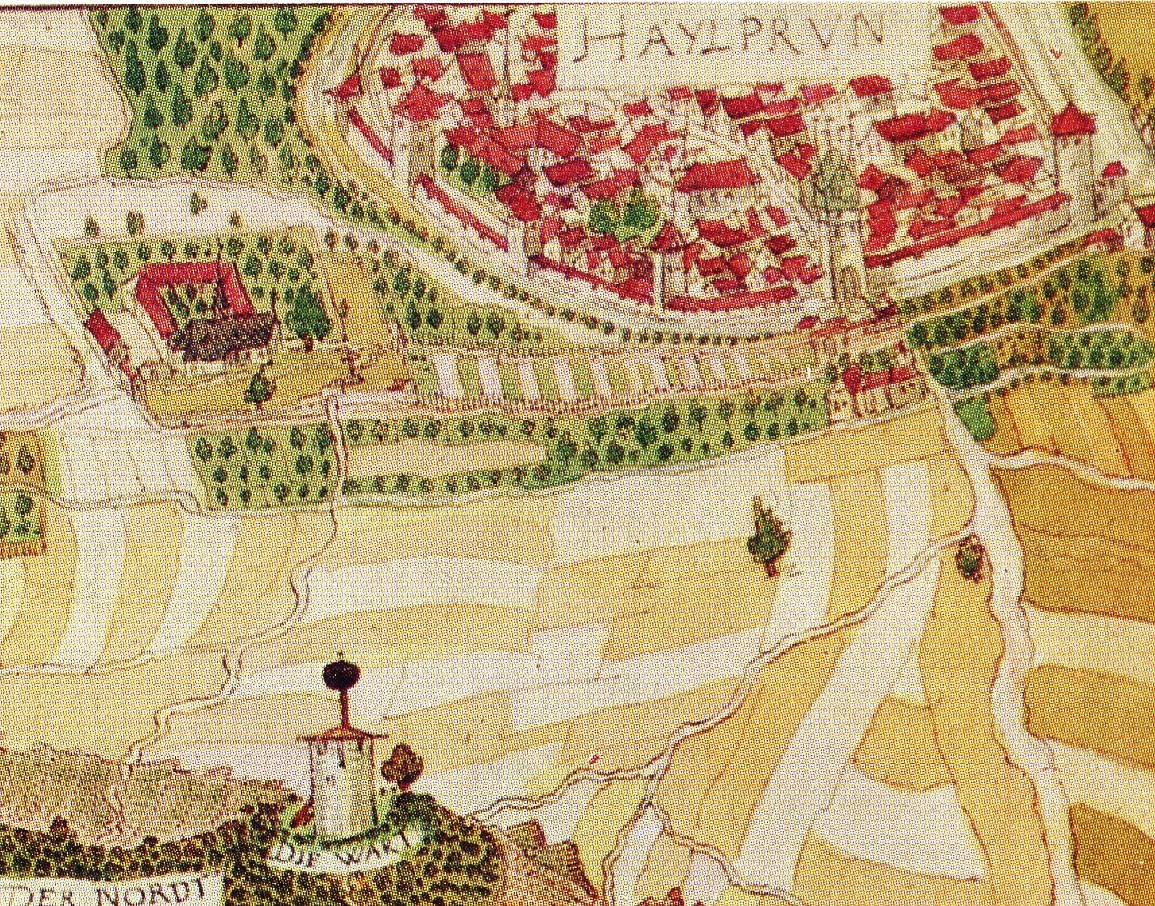
Karmeliterkloster (links vor der Stadtmauer) 1578

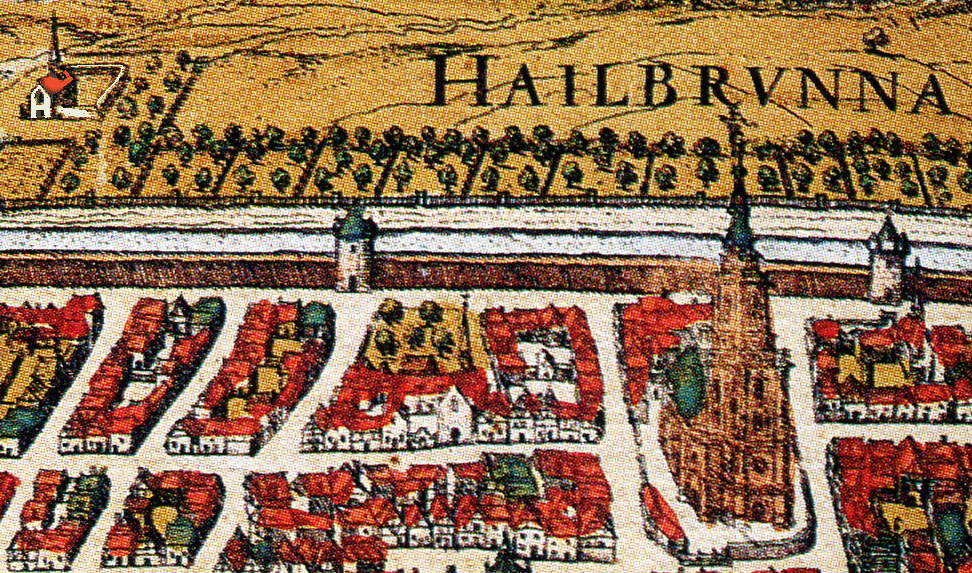
Karmeliterkloster 1614 oben links außerhalb der Stadtmauer

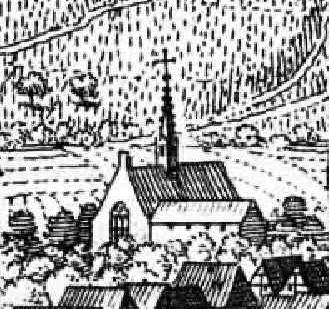
Karmeliterkloster

### Beginn der Wallfahrt 1442
Im Jahr 1442 nahm die Wallfahrt zu einer Maria von den Nesseln oder Maria im Nesselbusch genannten hölzernen Marienfigur in Heilbronn ihren Anfang. Die Figur erhielt dadurch ihren Namen, dass man sie in einem Gebüsch auf einem Acker außerhalb der Stadtmauern an der Straße nach Weinsberg aufgefunden hatte. Die Figur erhielt zunächst eine Überdachung als Regenschutz. 1444 erwarb die Stadt Heilbronn vom späteren Bürgermeister Bernhard Berlin den Acker, auf dem die Figur stand, und errichtete dort eine Marienkapelle. Wenig später gab es dann Verhandlungen zwischen der Stadt Heilbronn und dem Karmelitenorden, die die Gründung eines Klosters zur Betreuung der Wallfahrtsstätte zum Inhalt hatten, wobei die Stadt sich im Klostervertrag von 1447 die Aufsicht über alle wirtschaftlichen Belange vorbehielt, da man die Wallfahrt insbesondere wegen der zu erwartenden Spenden der Wallfahrer förderte. Papst Nikolaus V. genehmigte am 29. Januar 1448 mit der Bulle Inter clara salutis opera die Übergabe der Kapelle von der Stadt an den Orden, der Würzburger Bischof Gottfried von Limpurg genehmigte am 4. Mai 1448 die Gründung eines Klosters.

### Klostergründung 1448
Prior und Konvent der Karmeliten in Heilbronn sind im Juni 1448 erstmals urkundlich belegt. Die Karmeliten nahmen zunächst ihren Sitz in einem Stadthaus bei der Heilbronner Nikolaikirche, von wo aus die Marienkapelle in wenigen Minuten zu Fuß zu erreichen war. Die Stadt erwarb 1450 einen weiteren Acker zum Aufbau des Klosters. Die Baupläne für die Klosterkirche stammten eventuell von Hans von Mingolsheim, der zu jener Zeit am Ausbau der Heilbronner Kilianskirche gearbeitet hat und 1464 auch den Auftrag zum Bau des Klosters erhielt.
Das Baumuster des Klosters folgte, da es außerhalb der Stadtmauern lag, nicht den sonstigen Bauten der üblicherweise innerstädtisch angesiedelten Bettelorden, sondern vielmehr denen ständischer Gemeinschaften, die überwiegend freistehende, ummauerte Anlagen errichteten. Das Kloster bestand aus einer aus der Marienkapelle hervorgegangenen Klosterkirche und einem an einer Längsseite anschließenden vierseitigen Kreuzgang mit darum gruppierten Wohn- und Wirtschaftsgebäuden, ganz oder teilweise umschlossen von einer steinernen Mauer. Details zur Baugeschichte sind nur fragmentarisch bekannt, jedoch scheint zuerst die Klosterkirche ausgebaut worden zu sein, bevor man die weiteren Gebäude erbaute. 1454 wurden fünf Altäre, 1458 die ganze Kirche des Karmeliterklosters durch den Weihbischof des Bischofs Johann von Würzburg geweiht. Der Hochaltar der Kirche des Karmeliterklosters wurde zu Ehren Mariä, der Engel, der 10 000 Märtyrer, der heiligen drei Könige und des heiligen Bernhardin geweiht. Im Reliquienschrein des Hochaltars befanden sich Reliquien der hll. Johannes der Täufer, Bartholomäus, Laurentius, Georg, Sebastian, Christophorus, Anna, Agnes, Margarethe, Barbara, Dorothea, der 11 000 Jungfrauen und Ottilia. Die Klosterkirche wurde sowohl der hll. Maria, Johannes der Täufer, Kilian und Burkhard geweiht. Die alte Marienstatue, die das Ziel der Wallfahrer war, stand in einem verschlossenen Gehäuse im durch eine Mauer vom Kirchenraum abgetrennten Chor der Kirche und war für die Gläubigen nur an bestimmten Feiertagen zugänglich.
Während die Klosterkirche ein steinernes Bauwerk war, das mehrfach um kleine Kapellen erweitert wurde, handelte es sich bei dem Kreuzgang und den Konventsgebäuden wohl nur um schindel- oder ziegelgedeckte Holzhäuser. Das größte der Gebäude war vermutlich die Zelle des Priors, die 1498 als hölzernes Gebäude beschrieben wurde. Die Holzgebäude waren zum Teil schon wenige Jahrzehnte nach ihrer Errichtung in schlechtem Zustand. 1512/13 wurde von faulen Balken berichtet, die vom Kreuzgang herabgestürzt seien. 1521 wurde das Hauptgebäude des Klosters abgerissen und durch einen hölzernen Neubau ersetzt.
Zum Kloster gehörte der um 1465 angelegte Mönchsee, etwa 40 Morgen großer Fischteich, der vom Pfühlbach gespeist wurde. Fisch war eines der Hauptnahrungsmittel der Brüder, da sie gemäß der Regel keine Fleischspeisen zu sich nahmen. Das Wasser des Sees konnte auch als Lösch- und Reinigungswasser in die Stadt geleitet werden. Der See war Anlass von vielerlei Streitigkeiten, weil das über den Damm tretende Wasser die benachbarten Äcker schädigte oder der See den angrenzenden Äckern das Wasser entzog. Im Februar 1524 wurde der Mönchsee durch den Rat der Stadt Heilbronn trockengelegt. Die Karmeliten besaßen zwar kein Fischrecht im Neckar, hatten aber weitere kleinere Fischteiche in Lautenbach und Lehren, wo sie künftig ihren Fischbedarf decken konnten.
Im selben Jahr 1524 kam es zu einem Skandal, als der Prior Heinrich Seitzenweiler als Beichtvater die Tochter des Bürgermeisters Kaspar Berlin verführte. Seitzenweiler wurde im Juni 1524 festgenommen und als Prior abgesetzt. Ebenfalls noch 1524 forderte der reformatorische Prediger Meister Hans in der Nikolaikirche die Abnahme und Verbrennung der Marienfigur des Klosters.

### Bauernkrieg und Reformation

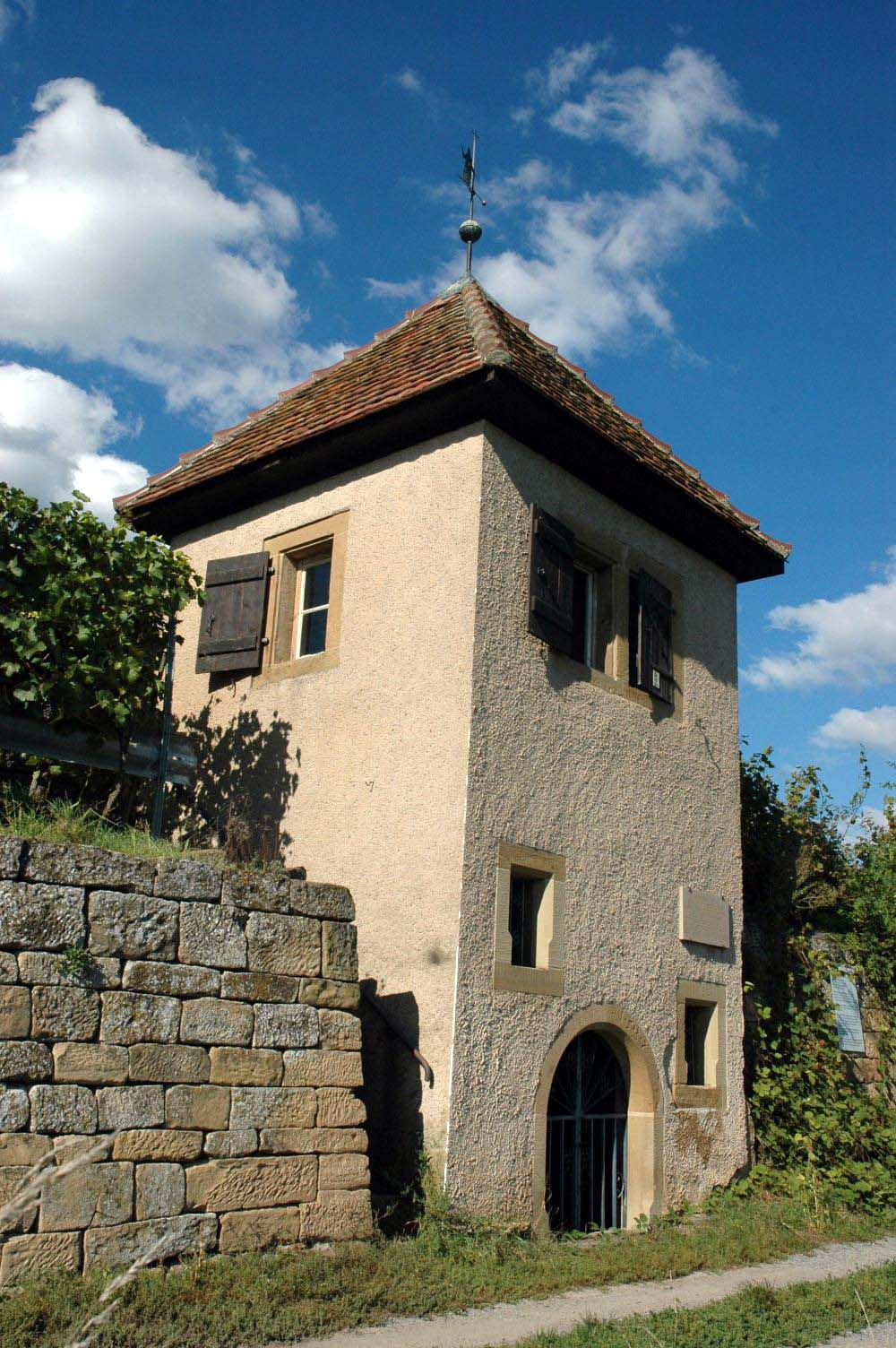
Das Karmeliterhäuschen zeuɡt vom Weinbergbesitz des Heilbronner Karmeliterklosters in Flein. Auf dem Torbogen im Untergeschoss findet sich die Jahreszahl 1537.

Im Deutschen Bauernkrieg kam es am 18. April 1525 zur Plünderung und Beschädigung des Karmeliterklosters durch einen Bauernhaufen unter Jäcklein Rohrbach. Die Wallfahrt zum Kloster endete, das Kloster wurde jedoch wieder instand gesetzt. Für das Jahr 1529 ist der Verkauf von Weinbergen in der Fleiner Gemarkung durch die Äbtissin des Klosters Lichtenstern an das Heilbronner Karmeliterkloster belegt.
1530 fand die Reformation in Heilbronn statt, wodurch die Karmeliten Nachteile zu erdulden hatten und die Stadt zeitweilig verließen. Die Stadt stellte künftig einen „Pfleger“, der die Finanzen des Klosters überwachte. Im selben Jahr wurde neben dem bereits bestehenden Karmelitenfriedhof ein städtischer Friedhof neben dem Kloster angelegt, der nach mehrfacher Vergrößerung und Vereinigung aller Teile bis 1834 zum heutigen Alten Friedhof anwuchs. Im Zuge der Reformation kam das in der Kirche verehrte alte Gnadenbild 1531 auf Veranlassung des Heilbronner Rats zu dem Heilbronner Reformator Johann Lachmann, einem entschiedenen Gegner von „Götzenbildern“. Das alte Gnadenbild ging schließlich verloren, sodass bei der Rückkehr der Karmeliten 1550 durch die Stadt eine neue Pietà beschafft wurde.

### Zerstörung des Klosters 1632
Als Heilbronn während des Dreißigjährigen Krieges im Dezember 1631 durch schwedische Truppen belagert und anschließend besetzt wurde, setzten diese sich erst in den Gebäuden außerhalb der Stadtmauer, also im Karmeliterkloster, in der Ziegelhütte und im Gutleutehaus fest. Der durch Gustaf Horn zum Stadtkommandanten von Heilbronn ernannte und mit der Befestigung der Stadt beauftragte Oberstleutnant Ludwig von Schmidberg ließ das Klostergebäude im März 1632 abtragen und die Klosterinsassen aus der Stadt vertreiben. Die Marienfigur wurde von den Karmeliten der Kommentur des Deutschordens übergeben und für einige Jahre in der Heilbronner Deutschordenskirche verwahrt. 1661 gelangte die Figur nach Straubing, wo sie sich heute in der Karmelitenkirche befindet.
Nach der Schlacht bei Nördlingen 1634 kehrten die Karmeliten nach Heilbronn zurück, wo sie sich in Ermangelung eines Klosters in ihrem Stadthaus bei der Nikolaikirche in der Sülmerstraße niederließen. Dort befand sich auch eine wertvolle Bibliothek. 1802 wurde der Orden im Rahmen der Mediatisierung der geistlichen Fürstentümer aufgelöst.
Die Grabplatte des Priors Konrad Diez befindet sich an der Ostwand der Turmvorhalle der Kilianskirche. Diez war der letzte Prior und starb am 23. Februar 1577. Seine Grabplatte wurde nach dem Zweiten Weltkrieg aus dem Lapidarium des Historischen Museums im Fleischhaus in die Kilianskirche versetzt.